# X (2022)
X is een Amerikaanse horrorfilm uit 2022, geschreven, geregisseerd, geproduceerd en gemonteerd door Ti West.

## Verhaal
Op een zomerse dag in 1979 in Texas gaan RJ en zijn vriendin Lorraine, beide studenten aan de Universiteit van Austin, met hun kleine filmploeg een kwaliteitspornofilm op te nemen, hoewel Lorraine haar twijfels heeft of dat zal lukken. Manager Wayne heeft voor hun huisvesting gezorgd. Ze nemen hun intrek in het pension van een vervallen boerderij op het platteland. Ze willen een van de bijgebouwen gebruiken om te filmen. Wayne heeft Howard en Pearl, een ouder echtpaar in wiens pension de groep de film wil opnemen, echter niet verteld wat voor soort film ze hier willen opnemen.

## Rolverdeling
| Acteur           | Personage       |
| ---------------- | --------------- |
| Mia Goth         | Maxine / Pearl  |
| Jenna Ortega     | Lorraine        |
| Brittany Snow    | Bobby-Lynne     |
| Scott Mescudi    | Jackson         |
| Martin Henderson | Wayne           |
| Owen Campbell    | RJ              |
| Stephen Ure      | Howard          |
| James Gaylyn     | Sheriff Dentler |

## Productie
In november 2020 werd aangekondigd dat A24 een horrorfilm zou produceren met de titel X, die geregisseerd zou worden door Ti West en met Mia Goth, Scott Mescudi en Jenna Ortega. In februari 2021 voegde Brittany Snow zich bij de cast. De belangrijkste opnames vonden plaats van 16 februari tot 16 maart 2021 op het Noordereiland van Nieuw-Zeeland.
Een aantal scènes zijn opgenomen in en rond de stad Whanganui. De productie was voornamelijk gebaseerd op een boerderij in de nederzetting Fordell, waar een grote schuur werd gebouwd als onderdeel van de productie. Er werd ook gefilmd in de buurt van de Rangitīkei-stad Bulls, waar producenten gebruik maakten van een oud stadhuis.

## Release
De film ging in première op 13 maart 2022 op het festival South by Southwest. De film werd uitgebracht in de Verenigde Staten op 18 maart 2022.

## Ontvangst
De film ontving over het algemeen gunstige recensies van critici. Op Rotten Tomatoes heeft X een waarde van 96% en een gemiddelde score van 7,80/10, gebaseerd op 140 recensies. Op Metacritic heeft de film een gemiddelde score van 78/100, gebaseerd op 27 recensies.

## Prequel
In maart 2022 werd onthuld dat een prequel-film Pearl in het geheim back-to-back was opgenomen met de eerste film. De film werd geschreven en geregisseerd door Ti West en vond plaats in Nieuw-Zeeland. De film bevond zich bij officiële aankondiging al in de postproductiefase en ging op 3 september 2022 in première op het Filmfestival van Venetië. Goth zal haar rol als Pearl van jongere leeftijd opnieuw opnemen. A24 produceerde het project, met Jacob Jaffke, Harrison Kreiss en Kevin Turen als producenten.